# Home (film 1911)
Home è un cortometraggio muto del 1911 diretto da Oscar Apfel.

## Produzione
Il film fu prodotto dalla Edison Company.

## Distribuzione
Distribuito dalla General Film Company, il film - un cortometraggio di una bobina interpretato da Charles Ogle - uscì nelle sale statunitensi il 24 novembre 1911. È conosciuto anche con il titolo alternativo Home, a Thanksgiving Story.